# USS Becuna (SS-319)
L' USS Becuna (SS/AGSS-319), un sous-marin de classe Balao, est un ancien navire de l'United States Navy nommé d'après le becuna, un poisson ressemblant à un brochet d'Europe. Il a été désigné monument historique national pour son service pendant la Seconde Guerre mondiale, pour laquelle il a obtenu quatre Étoiles de bataille. Il sert actuellement de navire-musée au Independence Seaport Museum de Philadelphie, en Pennsylvanie.

## Seconde Guerre mondiale
Le Becuna (SS-319) a été lancé le 30 janvier 1944 par Electric Boat Company, à Groton au Connecticut ; parrainé par Mme George C. Crawford et mis en service le 27 mai 1944.
Becuna quitta la Base navale de New London le 1er juillet 1944 et arriva à Pearl Harbor le 29 juillet. Ses opérations de guerre se sont étendues du 23 août 1944 au 27 juillet 1945. Pendant cette période, il a effectué cinq patrouilles de guerre aux Philippines, en mer de Chine méridionale et en mer de Java. Il est crédité d'avoir coulé deux pétroliers japonais totalisant 3 888 tonnes.
Le sous-marin est arrivé en baie de Subic à Luçon, après sa dernière patrouille de guerre le 27 juillet 1945. En septembre 1945, il est arrivé à la Base navale de San Diego.

## Service d'après-guerre
Après la Seconde Guerre mondiale, Becuna a continué à opérer avec la Force sous-marine de l'United States Pacific Fleet jusqu'en avril 1949, date à laquelle il a été transféré à la Force sous-marine de la Flotte de l'Atlantique, en tant qu'unité de l'escadron no 8 de sous-marins.
Entre mai 1949 et mai 1950, il a mené des exercices de recyclage et a également participé à la formation d'élèves-officiers et d'hommes à New London, Connecticut. En novembre 1950, il retourna chez Electric Boat Co., pour une révision complète de modernisation, étant réaménagé en sous-marin de type GUPPY IA. La révision a été achevée en août 1951 et Becuna a navigué vers les Caraïbes pour les essais en mer. Il retourna à New London en septembre 1951.
Becuna a opéré avec la flotte de l'Atlantique, effectuant deux croisières avec la 6e flotte en Méditerranée et une en Écosse. En dehors de ces croisières prolongées, la majorité du service de Becuna était à New London en tant que sous-marin d'entraînement. En 1969, elle a été reclassée sous-marin auxiliaire, AGSS-319.

## Navire musée
Le Becuna a été désarmé le 7 novembre 1969 et désarmé de l'United States Navy reserve fleets. Il a été immatriculé SS-319 en 1971. Il a été rayé du registre naval le 15 août 1973.
Becuna a été placé en exposition permanente à côté du croiseur protégé USS Olympia (C-6) à Penn's Landing (Philadelphie) le 21 juin 1976. Depuis 1996, les deux navires sont exploités par le Independence Seaport Museum et visible sur le complexe de Penn's Landing.
Il a été inscrit au registre national des lieux historiques. En 2001, Becuna a reçu le prix historique de la structure soudée de l'American Welding Society.

## Galerie

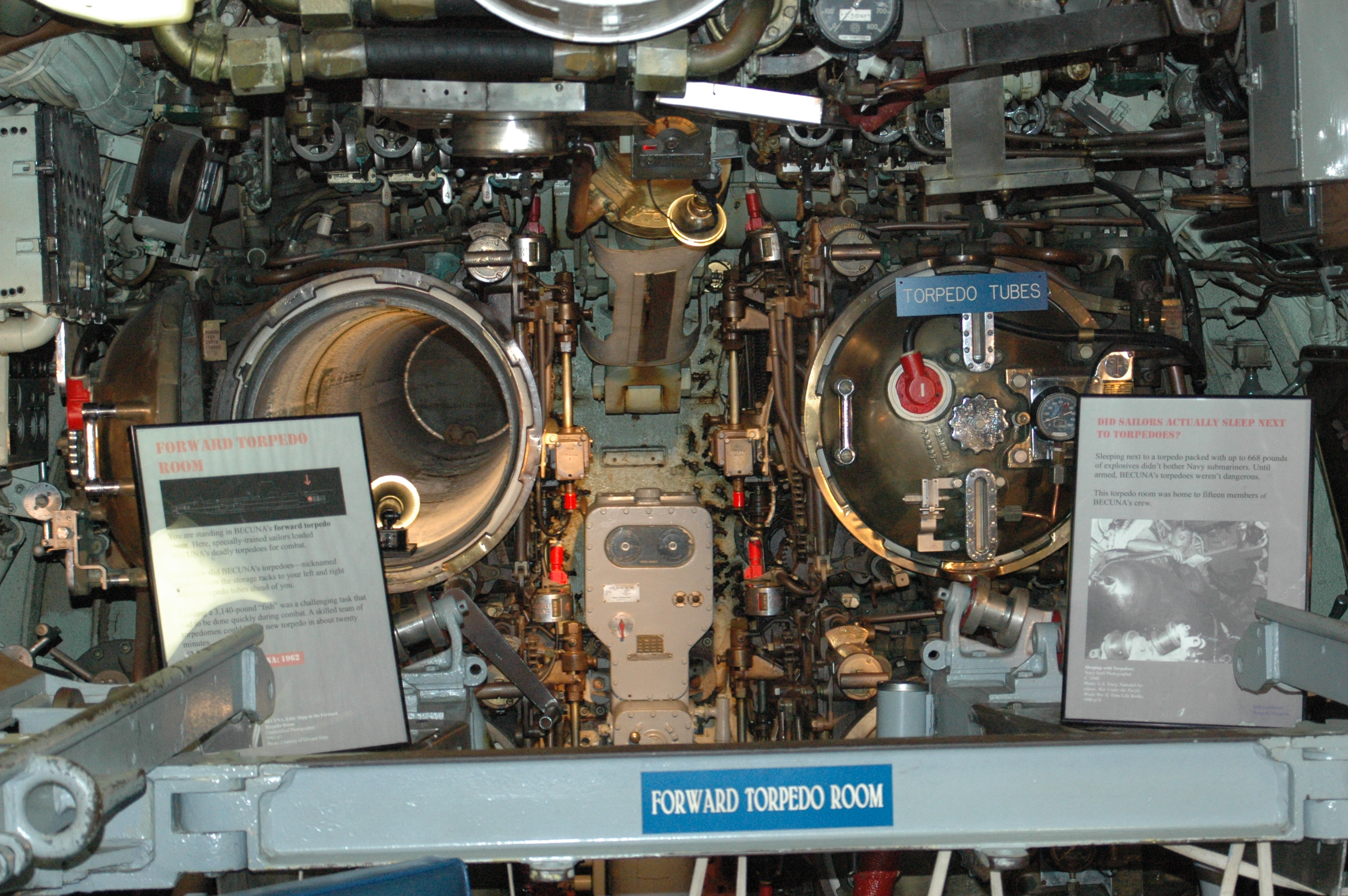
Salle des torpilles
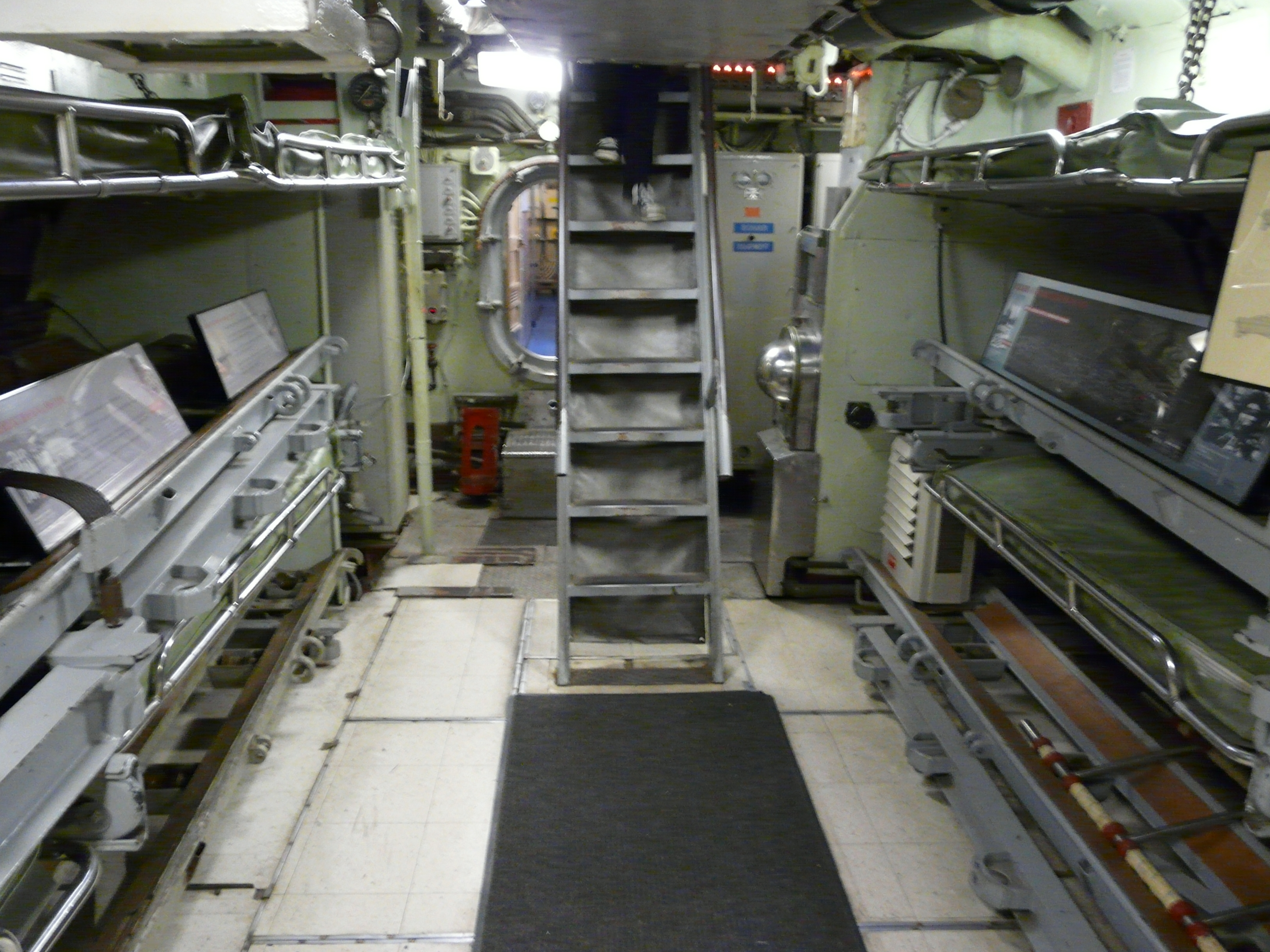
Quartier d'équipage
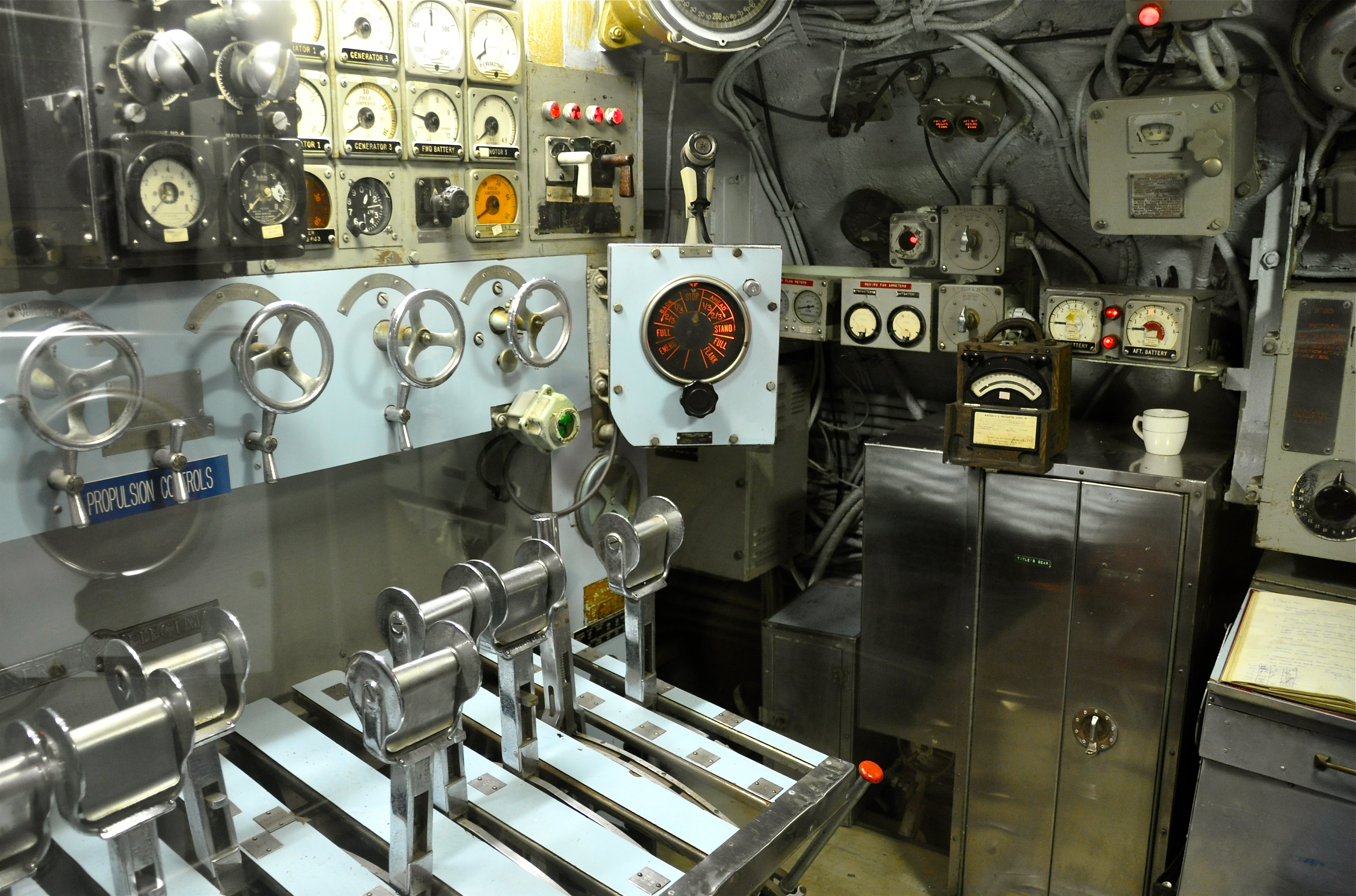
Salle de conduite
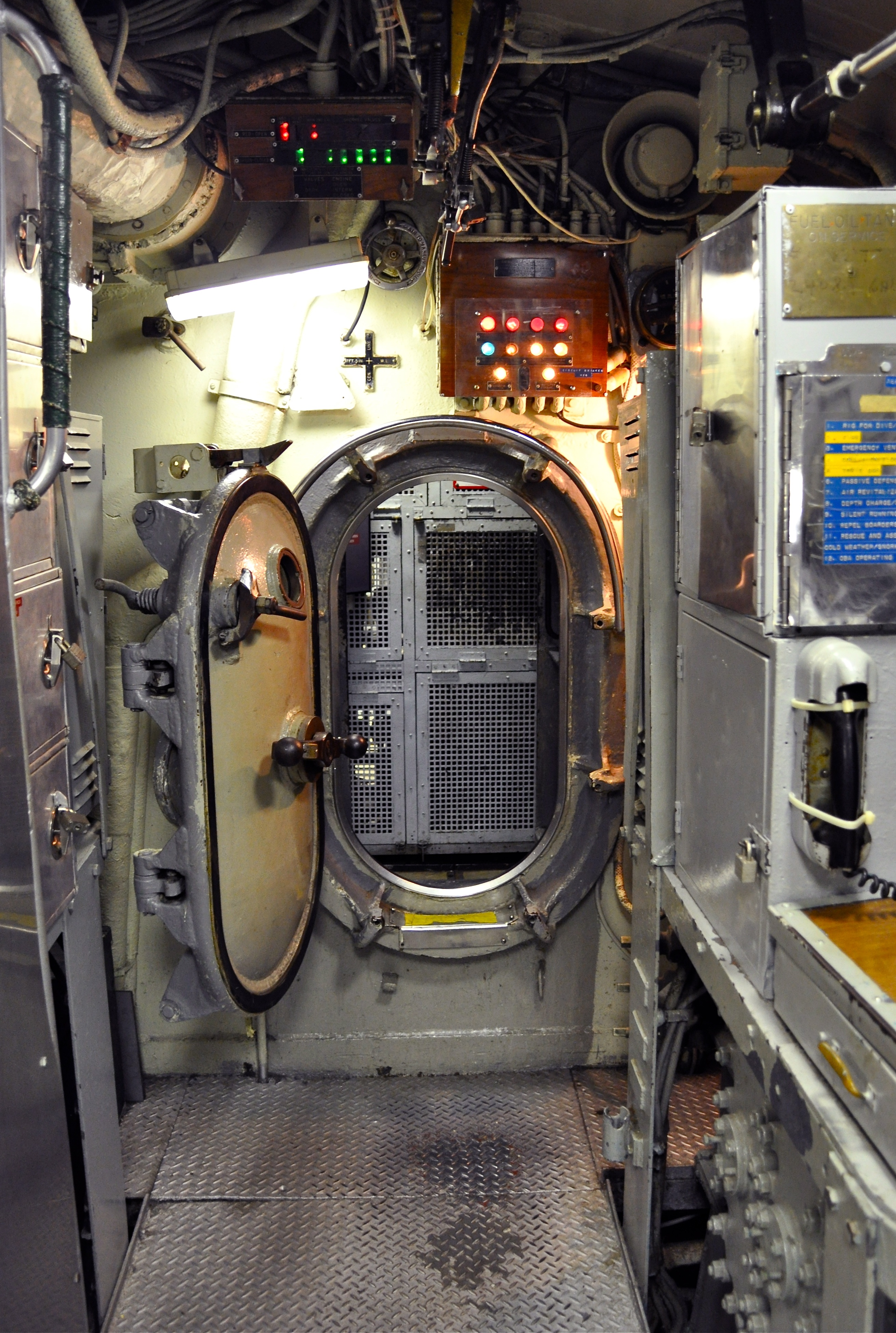
Coursive